# 베아테 시로타 고든
베아테 시로타 고든(영어: Beate Sirota Gordon, 1923년 10월 25일 ~ 2012년 12월 30일)은 오스트리아와 미국의 공연 예술 전시인이자 여성운동가이다.
1923년 오스트리아 빈에서 태어나 1929년 아버지인 피아니스트 레오 시로타와 함께 일본으로 이주했다. 재일 미국인 학교인 아메리칸 스쿨 인 재팬을 졸업하고 캘리포니아주 오클랜드로 옮겨 밀스 칼리지(Mills College)에 다녔다. 일본계가 아니지만 일본어가 유창한 사람으로서 연방 통신 위원회 해외방송정보과(Foreign Broadcast Information Service)에 고용되어 전시정보국(Office of War Information) 업무를 수행했다.
제2차 세계 대전 종전 후에 일본으로 돌아와 더글러스 맥아더 연합군 최고사령관 통역사로 근무했다. 또한 1946년 일본국 헌법 초안 작성에 참여하여 여성의 권리 등 시민권에 해당하는 영역을 작성했다.
1948년 미국에 귀국하여 조지프 고든(Joseph Gordon)과 혼인하였으며 재팬 소사이어티와 아시아 소사이어티의 공연예술감독을 맡았다. 1991년 은퇴하였으며 2012년 뉴욕 맨하탄에서 췌장암으로 사망하였다.